# Ed, Edd n Eddy: Scam of the Century
Ed, Edd n Eddy: Scam of the Century es un videojuego de acción desarrollado por Art Co., Ltd y publicado por D3 Publisher para la consola Nintendo DS. El juego está basado en la popular serie de animación Ed, Edd y Eddy, emitida en el canal de televisión Cartoon Network. Muchos de los objetos y personajes, así como el estilo visual, están tomados directamente de la serie. El juego llegó al mercado durante el último trimestre de 2007.